# Zagoričani (Kastoria, Grčka)
Zagoričani, Zagoričeni ili Zagoričane (danas, grčki Vasiliada/Βασιλειάδα), selo u Kosturskom kraju u Egejskoj Makedoniji, smješteno na južnim padinama planine Vrbica (dio Viča), na nadmorskoj visini od 867 metara. 

## Povijest
Prema podacima iz osmanskih registra, selo je postojalo u 15. stoljeću. U 19. stoljeću Zagoričani je jedan iz glavnih centara bugarskog preporoda u Egejskoj Makedoniji i zato je osvojio nadimak "Mala Sofija" Godine 1869. u Zagoričanima je otvorena bugarska škola. 1889. godine Stjepan Verković opisuje Zagoričane kao mali bugarski gradić s 350 kuća i 480 obitelji. 1900. bugarski znanstvenik Vasil K'nčov u svojoj knjizi „Makedonija, etnografija i statistika” spominje 3.300 stanovnika, Bugara.
Tijekom Ilindeskog-Preobraženskog ustanaka Turci su spalili Zagoričane, ubijeno je oko 150 ljudi. Dana 25. ožujka 1905. godine grčke čete (oko 300 ljudi) napali su Zagoričane te ubili 78 stanovnika.  Poslije pokolja, selo je počelo postepeno nazadovati. Tada i uglavnom poslije Balkanskih ratova većina Bugara u Zagoričanima potražili su spas u Bugarskoj.
Godine 1913., selo Zagoričani je pripalo Grčkoj. Godine 1927. selo je dobilo ime Vasilias u čast biskupa Vasilia rođenog u Zagoričanima. Popisom iz 1928. u selu je evidentirano 735 stanovnika, od kojih 72 grčke izbeglice iz Anatolije. Grčki policijski izveštaj iz travnja 1940. označava Vasilias zajedno sa selima Ekši Su, Mokreni i Buf kao jedno od mjesta s nejvećom koncentacijom probugarskog stanovništva.
Tijekom Drugog svjetskog rata dio stanovnika sela je sudjelovao u oružanoj organizaciji Bugara u Egejskoj Makedoniji "Ohrana". Selo je nastradalo u Grčkom građanskom ratu. U ratu su ubijena 62 stanovnika, a više ih je emigriralo.

## Poznate osobe
- Dimitar Blagoev (1856-1924), bugarski političar
- Anastas Jankov (1857-1906), bugarski revolucionar i časnik
- Kuzman Stefov (1875-1902), bugarski revolucionar

## Vanjske poveznice
- Ilija Paterov - Zagoričani, Sofija, 1930 (na bugarskom)